# David Barrufet
David Barrufet Bofill, född 4 juni 1970 i Barcelona, är en spansk före detta handbollsmålvakt. Han spelade för den spanska klubben FC Barcelona i Liga Asobal under hela sin karriär och spelade 280 landskamper för Spaniens landslag.

## Meriter i urval

### Klubblag
- Europacup-/Champions League-mästare: 7 (1991, 1996, 1997, 1998, 1999, 2000 och 2005)
- Spansk mästare: 11 (1989, 1990, 1991, 1992, 1996, 1997, 1998, 1999, 2000, 2003 och 2006)

### Landslag
- EM 1996 i Spanien:  Silver
- EM 1998 i Italien:  Silver
- EM 2000 i Kroatien:  Brons
- OS 2000 i Sydney:  Brons
- VM 2005 i Tunisien:  Guld
- EM 2006 i Schweiz:  Silver
- OS 2008 i Peking:  Brons